# Élections municipales de 2025 à Québec
Les élections municipales de 2025 à Québec se dérouleront le 2 novembre 2025.

## Contexte

### Conseil municipal sortant
À l'issue des élections précédentes, en 2021, les candidats à la mairie Bruno Marchand et Marie-Josée Savard arrivent au coude-à-coude avec seulement 739 voix les séparant. Bien qu'il remporte la mairie, Bruno Marchand et son parti Québec forte et fière sont initialement minoritaires au conseil municipal. 4 des 10 membres de son premier comité exécutif proviennent d'autres partis.
Durant le mandat 2021-2025, plusieurs transformations s'opèrent au sein des sièges du conseil municipal. À terme, 9 membres sur 21 auront changé d'allégeance politique. Plus précisément, Québec forte et fière passe de 6 à 11 conseillers municipaux et devient le parti majoritaire avec l'arrivée des transfuges David Weiser, Steve Verret et Claude Lavoie en 2022, puis Bianca Dussault et Jean-François Gosselin l'année suivante,. Ces gains se font au détriment de Québec d'abord (anciennement Équipe Marie-Josée Savard), qui passe de 10 à 5 conseillers, ainsi que d'Équipe Priorité Québec (anciennement Québec 21) qui passe de 4 à 2 conseillers, avant de complètement disparaître en août 2025.

#### Élus ayant changé de parti
Entre les élections de 2021 et 2025, plusieurs conseillers municipaux ont changé de parti.
 Québec d'abord→  Québec forte et fière
- Claude Lavoie (Saint-Rodrigue)
- Steeve Verret (Lac-Saint-Charles–Saint-Émile)
- David Weiser (Le Plateau)

 Québec d'abord →  Leadership Québec
- Louis Martin (Cap-Rouge–Laurentien)
- Isabelle Roy (Robert-Giffard)

 Équipe priorité Québec→  Indépendant →  Québec forte et fière
- Bianca Dussault (Val-Bélair)
- Jean-François Gosselin (Sainte-Thérèse-de-Lisieux)

 Équipe priorité Québec→  Leadership Québec
- Stevens Mélançon (Chute-Montmorency–Seigneurial)

 Équipe priorité Québec→  Indépendant
- Éric Ralph Mercier (Monts)

### Dévoilement des candidatures à la mairie
Dès le 12 janvier 2024, le maire sortant Bruno Marchand (Québec forte et fière) annonce vouloir solliciter un deuxième mandat. Le chef sortant de l'opposition Claude Villeneuve (Québec d'abord) annonce sa candidature à la mairie le 22 janvier 2025. Le 10 mars, Stéphane Lachance, ancien candidat du Parti conservateur du Québec sur la scène provinciale, devient chef de Respect Citoyens, parti fondé en 2023. Après plusieurs mois de spéculation, Sam Hamad, député du Parti libéral du Québec à l'Assemblée nationale entre 2003 et 2017, dévoile officiellement sa candidature le 6 avril sous la nouvelle bannière de Leadership Québec. La conseillère sortante de Limoilou et cheffe de Transition Québec Jackie Smith suit le 10 mai. Finalement, le 11 juin, l'ancienne conseillère municipale Anne Guérette annonce elle aussi convoiter la mairie.

### Campagne électorale
Un nouveau parti, Leadership Québec voit le jour en avril 2025, Il fait son entrée au conseil municipal seulement quelques mois avant les élections grâce au transfuge de 2 conseillers municipaux initialement élus sous la bannière de Québec d'abord. Il absorbe également le parti Équipe Priorité Québec le 13 août.
En juin 2025, un sondage révèle que 78% de la population serait très ou plutôt intéressée par cette campagne électorale.

## Candidatures

### Candidatures à la mairie
| Candidat          | Colistier           | Parti | Parti                 |
| ----------------- | ------------------- | ----- | --------------------- |
| Daniel Moisan     | Aucun               |       | Indépendant           |
| Anne Guérette     | Pas nommé           |       | Parti du monde        |
| Sam Hamad         | Aucun               |       | Leadership Québec     |
| Stéphane Lachance | Pascal Morneau      |       | Respect Citoyens      |
| Bruno Marchand    | Pas nommé           |       | Québec forte et fière |
| Claude Villeneuve | Hélène Guillemette  |       | Québec d'abord        |
| Jackie Smith      | Espérance Mfisimana |       | Transition Québec     |

### Candidatures par parti politique
| Parti                 | Candidats | Candidats            |
| Parti                 | Mairie    | Conseiller municipal |
| --------------------- | --------- | -------------------- |
| Leadership Québec     | 1         | 12                   |
| Parti du monde        | 1         | -                    |
| Québec d'abord        | 1         | 7                    |
| Québec forte et fière | 1         | 21                   |
| Respect Citoyens      | 1         | 14                   |
| Transition Québec     | 1         | 11                   |
| Indépendants          | 1         | 1                    |
| Total                 | 7         | 42                   |

### Élus ne se représentant pas
| Parti                  | Parti                 | Conseiller                    | District                 | Source |
| ---------------------- | --------------------- | ----------------------------- | ------------------------ | ------ |
|                        | Québec forte et fière | Pierre-Luc Lachance           | Saint-Roch–Saint-Sauveur |        |
| Steve Verret           | Québec forte et fière | Lac-Saint-Charles–Saint-Émile |                          |        |
| Maude Mercier Larouche | Québec forte et fière | Saint-Louis-Sillery           |                          |        |
| Jean-François Gosselin | Québec forte et fière | Sainte-Thérèse-de-Lisieux     |                          |        |
|                        | Québec d'abord        | Alicia Despins                | Vanier-Duberger          |        |
| Anne Corriveau         | Québec d'abord        | Pointe-de-Sainte-Foy          |                          |        |

## Propositions et enjeux

### Tramway
L'implantation d'un réseau de tramway à Québec dans les principaux axes de transport en commun fait l'objet de plusieurs analyses et projets depuis le début du XXIe siècle. Le plus récent projet en date, TramCité, est mené par le gouvernement du Québec depuis 2024. Comme ce fut le cas lors des élections de 2017 et 2021, ce dossier reste imminemment politique en raison d'un appui très variable selon les secteurs de la ville. L'adhésion au projet varie généralement selon si on habite proche ou loin du futur réseau,. Un sondage en avril 2025 affirme que 66% de la population soutient que les tergiversations autour de ce projet nuisent à la ville.
| Québec forte et fière | Transition Québec | Québec d'abord | Leadership Québec | Parti du Monde | Respect Citoyens |
| --------------------- | ----------------- | -------------- | ----------------- | -------------- | ---------------- |
|                       |                   |                |                   |                |                  |
| Pour fort             | Pour fort         | Pour           | Plutôt contre     | Contre fort    | Contre fort      |

Québec forte et fière, Transition Québec et Québec d'abord appuient la construction du tramway,. Leadership Québec n’appuie pas le projet sans le critiquer concrètement. Respect Citoyens, parti issu du mouvement Tramway non merci, est farouchement opposé,. Finalement, le Parti du Monde s'oppose précisément au tracé du projet et propose plutôt un « tramway sans rail »,.

### Immobilier
Le marché immobilier résidentiel de Québec se caractérise par une rareté ininterrompue dans les dernières années,,. Le taux d'inoccupation du marché locatif est l'un des plus bas du Québec à 0,8%. Le plus récent rôle d'évaluation foncier, établi en 2024, souligne une prise de valeur d'environ 30% pour les résidences unifamiliales, de 10 à 20% pour les commerces et une diminution de 7,5% pour les immeubles à bureaux en raison du télétravail. En conséquence, les mises en chantier sont nombreuses, particulièrement dans le secteur des édifices résidentiels à plusieurs étages. Parmi les grands chantiers en cours, on retrouve entre autres le quartier Fleur de Lys et quelques tours de 20 étages ou plus dans l'axe de Grande Allée/Boulevard Laurier,.
L'administration sortante (Québec forte et fière) mise sur l'accélération des émissions de permis de construction et des ajustements dans les normes de construction. Elle annonce l'utilisation de la loi 31 pour « mettre sur voie rapide » 18 grands projets immobiliers.
Respect Citoyens propose la création d'« aires unifamiliales protégées » pour empêcher la densification des quartiers résidentiels de basse densité, le rehaussement du nombre d'étages permis au centre-ville et l'élargissement du périmètre d'urbanisation en territoire boisé ou agricole, comme sur les terres des Sœurs de la Charité. Respect Citoyens s'engage à réduire le délai de délivrance des permis de construction, rénovation ou pour les bâtiments accessoires à un maximum de 10 semaines, si le projet est conforme aux règlements d’urbanisme, et à améliorer le service de consultation pour les citoyens/demandeur de permis afin de confirmer les requis et les documents nécessaires pour que la demande respecte le délai d’analyse/émission du permis. De plus, Respect Citoyens met de l'avant l’ajout d’étages destiné à des vocations locatives, ou simple agrandissement, dans des maisons unifamiliales sera encouragé comme moyen de pallier la pénurie de logements. Sera permis pour les maisons avec propriétaire occupant, afin de garantir une quiétude dans le voisinage. Le maximum absolu serait de 3 étages, afin que la hauteur maximum demeure sous la canopée des arbres matures. Avec les changements climatiques, l’ombrage apporté par la canopée est la meilleure façon de combattre les ilots de chaleur. Il véhicule également de permettre la location de logement pour les propriétaires occupants.

## Sondages
| Sondeur         | Date               | Lien | Québec forte et fière | Leadership Québec | Québec d'abord | Équipe Priorité Québec | Transition Québec | Respect Citoyens | Autres | Ne votera pas | Vote blanc | Ne sait pas | Refus | Sondés |
| --------------- | ------------------ | ---- | --------------------- | ----------------- | -------------- | ---------------------- | ----------------- | ---------------- | ------ | ------------- | ---------- | ----------- | ----- | ------ |
| Sondeur         | Date               | Lien |                       |                   |                |                        |                   |                  |        |               |            |             |       | Sondés |
| Segma Recherche | 9 au 16 juin 2025  | HTML | 38 %                  | 32 %              | 7 %            |                        | 10 %              | 12 %             |        | 29 %          | 29 %       | 29 %        |       | 401    |
| Léger Marketing | 20 au 24 août 2024 | PDF  | 28 %                  | 26 %              | 3 %            | 3 %                    | 2 %               |                  | 8 %    | 5 %           | 6 %        | 16 %        | 3 %   | 505    |

## Résultats

### Mairie
| Candidat               | Candidat          | Parti                 | Voix | % |
| ---------------------- | ----------------- | --------------------- | ---- | - |
|                        | Daniel Moisan     | Indépendant           |      |   |
|                        | Anne Guérette     | Parti du monde        |      |   |
|                        | Sam Hamad         | Leadership Québec     |      |   |
|                        | Stéphane Lachance | Respect Citoyens      |      |   |
|                        | Bruno Marchand    | Québec forte et fière |      |   |
|                        | Claude Villeneuve | Québec d'abord        |      |   |
|                        | Jackie Smith      | Transition Québec     |      |   |
|                        |                   |                       |      |   |
| Suffrages exprimés     |                   |                       |      |   |
| Votes blancs et nuls   |                   |                       |      |   |
| Total                  |                   |                       |      |   |
| Abstentions            |                   |                       |      |   |
| Inscrits/Participation |                   |                       |      |   |

### Districts électoraux

#### Résumé
| Parti                  | Parti                 | Nb.c. | Voix | %   | +/- | Sièges | +/-           |
| ---------------------- | --------------------- | ----- | ---- | --- | --- | ------ | ------------- |
|                        | Québec d'abord        |       |      |     |     |        |               |
|                        | Québec forte et fière |       |      |     |     |        |               |
|                        | Transition Québec     |       |      |     |     |        |               |
|                        | Leadership Québec     |       |      |     | Nv. |        |               |
|                        | Respect Citoyens      |       |      |     | Nv. |        |               |
|                        | Indépendants          |       |      |     | -   | 0      | -             |
|                        |                       |       |      |     |     |        |               |
| Suffrages exprimés     |                       |       |      |     |     |        |               |
| Votes blancs et nuls   |                       |       |      |     |     |        |               |
| Total                  | Total                 | Total |      | 100 | -   | 21     | en stagnation |
| Abstention             |                       |       |      |     |     |        |               |
| Inscrits/Participation |                       |       |      |     |     |        |               |

#### La Cité-Limoilou
| Candidat               | Candidat               | Parti                 | Voix | % |
| ---------------------- | ---------------------- | --------------------- | ---- | - |
|                        | Mélissa Coulombe-Leduc | Québec forte et fière |      |   |
|                        |                        | Québec d'abord        |      |   |
|                        | Micha Horswill         | Transition Québec     |      |   |
|                        |                        | Leadership Québec     |      |   |
|                        |                        | Respect Citoyens      |      |   |
|                        |                        |                       |      |   |
| Suffrages exprimés     |                        |                       |      |   |
| Votes blancs et nuls   |                        |                       |      |   |
| Total                  |                        |                       |      |   |
| Abstentions            |                        |                       |      |   |
| Inscrits/Participation |                        |                       |      |   |

| Candidat               | Candidat                   | Parti                 | Voix | % |
| ---------------------- | -------------------------- | --------------------- | ---- | - |
|                        | Catherine Vallières-Roland | Québec forte et fière |      |   |
|                        |                            | Québec d'abord        |      |   |
|                        | Sandrine Hélie             | Transition Québec     |      |   |
|                        |                            | Leadership Québec     |      |   |
|                        | Gabriel Richard-Brunet     | Respect Citoyens      |      |   |
|                        |                            |                       |      |   |
| Suffrages exprimés     |                            |                       |      |   |
| Votes blancs et nuls   |                            |                       |      |   |
| Total                  |                            |                       |      |   |
| Abstentions            |                            |                       |      |   |
| Inscrits/Participation |                            |                       |      |   |

| Candidat               | Candidat           | Parti                 | Voix | % |
| ---------------------- | ------------------ | --------------------- | ---- | - |
|                        | Élainie Lepage     | Québec forte et fière |      |   |
|                        | Quentin Maridat    | Québec d'abord        |      |   |
|                        | Marjorie Champagne | Transition Québec     |      |   |
|                        |                    | Leadership Québec     |      |   |
|                        | Mélanie Leroux     | Respect Citoyens      |      |   |
|                        | Patrick Kerr       | Indépendant           |      |   |
|                        |                    |                       |      |   |
| Suffrages exprimés     |                    |                       |      |   |
| Votes blancs et nuls   |                    |                       |      |   |
| Total                  |                    |                       |      |   |
| Abstentions            |                    |                       |      |   |
| Inscrits/Participation |                    |                       |      |   |

| Candidat               | Candidat            | Parti                 | Voix | % |
| ---------------------- | ------------------- | --------------------- | ---- | - |
|                        | Raymond Poirier     | Québec forte et fière |      |   |
|                        |                     | Québec d'abord        |      |   |
|                        | Espérance Mfisimana | Transition Québec     |      |   |
|                        |                     | Leadership Québec     |      |   |
|                        | Julien Cardinal     | Respect Citoyens      |      |   |
|                        |                     |                       |      |   |
| Suffrages exprimés     |                     |                       |      |   |
| Votes blancs et nuls   |                     |                       |      |   |
| Total                  |                     |                       |      |   |
| Abstentions            |                     |                       |      |   |
| Inscrits/Participation |                     |                       |      |   |

| Candidat               | Candidat           | Parti                 | Voix | % |
| ---------------------- | ------------------ | --------------------- | ---- | - |
|                        | Marylou Boulianne  | Québec forte et fière |      |   |
|                        | Hélène Guillemette | Québec d'abord        |      |   |
|                        | Martial Van Neste  | Transition Québec     |      |   |
|                        | Éric Duguay        | Leadership Québec     |      |   |
|                        |                    | Respect Citoyens      |      |   |
|                        |                    |                       |      |   |
| Suffrages exprimés     |                    |                       |      |   |
| Votes blancs et nuls   |                    |                       |      |   |
| Total                  |                    |                       |      |   |
| Abstentions            |                    |                       |      |   |
| Inscrits/Participation |                    |                       |      |   |

#### Les Rivières
| Candidat               | Candidat                | Parti                 | Voix | % |
| ---------------------- | ----------------------- | --------------------- | ---- | - |
|                        | Clément Bourdeau        | Québec forte et fière |      |   |
|                        | Rosie-Anne R. Vallières | Québec d'abord        |      |   |
|                        | Francis Fontaine        | Transition Québec     |      |   |
|                        |                         | Leadership Québec     |      |   |
|                        | Éric Thiboutot          | Respect Citoyens      |      |   |
|                        |                         |                       |      |   |
| Suffrages exprimés     |                         |                       |      |   |
| Votes blancs et nuls   |                         |                       |      |   |
| Total                  |                         |                       |      |   |
| Abstentions            |                         |                       |      |   |
| Inscrits/Participation |                         |                       |      |   |

| Candidat               | Candidat                    | Parti                 | Voix | % |
| ---------------------- | --------------------------- | --------------------- | ---- | - |
|                        | Maxime Elmaleh              | Québec forte et fière |      |   |
|                        | Patricia Boudreault-Bruyère | Québec d'abord        |      |   |
|                        |                             | Transition Québec     |      |   |
|                        | Émilie Robitaille           | Leadership Québec     |      |   |
|                        | Raynald Bernard             | Respect Citoyens      |      |   |
|                        |                             |                       |      |   |
| Suffrages exprimés     |                             |                       |      |   |
| Votes blancs et nuls   |                             |                       |      |   |
| Total                  |                             |                       |      |   |
| Abstentions            |                             |                       |      |   |
| Inscrits/Participation |                             |                       |      |   |

| Candidat               | Candidat            | Parti                 | Voix | % |
| ---------------------- | ------------------- | --------------------- | ---- | - |
|                        | Catherine Deschamps | Québec forte et fière |      |   |
|                        | Véronique Dallaire  | Québec d'abord        |      |   |
|                        |                     | Transition Québec     |      |   |
|                        |                     | Leadership Québec     |      |   |
|                        | Isabelle Dufour     | Respect Citoyens      |      |   |
|                        |                     |                       |      |   |
| Suffrages exprimés     |                     |                       |      |   |
| Votes blancs et nuls   |                     |                       |      |   |
| Total                  |                     |                       |      |   |
| Abstentions            |                     |                       |      |   |
| Inscrits/Participation |                     |                       |      |   |

#### Sainte-Foy–Sillery–Cap-Rouge
| Candidat               | Candidat              | Parti                 | Voix | % |
| ---------------------- | --------------------- | --------------------- | ---- | - |
|                        | Marianne White        | Québec forte et fière |      |   |
|                        |                       | Québec d'abord        |      |   |
|                        | Raffaël Gilbert       | Transition Québec     |      |   |
|                        | Jean-Stéphane Bernard | Leadership Québec     |      |   |
|                        | François Labrecque    | Respect Citoyens      |      |   |
|                        |                       |                       |      |   |
| Suffrages exprimés     |                       |                       |      |   |
| Votes blancs et nuls   |                       |                       |      |   |
| Total                  |                       |                       |      |   |
| Abstentions            |                       |                       |      |   |
| Inscrits/Participation |                       |                       |      |   |

| Candidat               | Candidat                 | Parti                 | Voix | % |
| ---------------------- | ------------------------ | --------------------- | ---- | - |
|                        | David Weiser             | Québec forte et fière |      |   |
|                        |                          | Québec d'abord        |      |   |
|                        | Félix L'Heureux-Bilodeau | Transition Québec     |      |   |
|                        | Catherine Gagné          | Leadership Québec     |      |   |
|                        |                          | Respect Citoyens      |      |   |
|                        |                          |                       |      |   |
| Suffrages exprimés     |                          |                       |      |   |
| Votes blancs et nuls   |                          |                       |      |   |
| Total                  |                          |                       |      |   |
| Abstentions            |                          |                       |      |   |
| Inscrits/Participation |                          |                       |      |   |

| Candidat               | Candidat         | Parti                 | Voix | % |
| ---------------------- | ---------------- | --------------------- | ---- | - |
|                        | Jean-Luc Lavoie  | Québec forte et fière |      |   |
|                        |                  | Québec d'abord        |      |   |
|                        | Marie-Ève Martel | Transition Québec     |      |   |
|                        |                  | Leadership Québec     |      |   |
|                        | Éric Guay        | Respect Citoyens      |      |   |
|                        |                  |                       |      |   |
| Suffrages exprimés     |                  |                       |      |   |
| Votes blancs et nuls   |                  |                       |      |   |
| Total                  |                  |                       |      |   |
| Abstentions            |                  |                       |      |   |
| Inscrits/Participation |                  |                       |      |   |

| Candidat               | Candidat           | Parti                 | Voix | % |
| ---------------------- | ------------------ | --------------------- | ---- | - |
|                        | Yannick Fauteux    | Québec forte et fière |      |   |
|                        |                    | Québec d'abord        |      |   |
|                        |                    | Transition Québec     |      |   |
|                        | Louis Martin       | Leadership Québec     |      |   |
|                        | Philippe Moussette | Respect Citoyens      |      |   |
|                        |                    |                       |      |   |
| Suffrages exprimés     |                    |                       |      |   |
| Votes blancs et nuls   |                    |                       |      |   |
| Total                  |                    |                       |      |   |
| Abstentions            |                    |                       |      |   |
| Inscrits/Participation |                    |                       |      |   |

#### Charlesbourg
| Candidat               | Candidat        | Parti                 | Voix | % |
| ---------------------- | --------------- | --------------------- | ---- | - |
|                        | Claude Lavoie   | Québec forte et fière |      |   |
|                        | Manès Webster   | Respect Citoyens      |      |   |
|                        |                 | Québec d'abord        |      |   |
|                        |                 | Transition Québec     |      |   |
|                        | François Beaulé | Leadership Québec     |      |   |
|                        |                 |                       |      |   |
| Suffrages exprimés     |                 |                       |      |   |
| Votes blancs et nuls   |                 |                       |      |   |
| Total                  |                 |                       |      |   |
| Abstentions            |                 |                       |      |   |
| Inscrits/Participation |                 |                       |      |   |

| Candidat               | Candidat                  | Parti                 | Voix | % |
| ---------------------- | ------------------------- | --------------------- | ---- | - |
|                        | Marie-Pierre Boucher      | Québec forte et fière |      |   |
|                        |                           | Québec d'abord        |      |   |
|                        |                           | Transition Québec     |      |   |
|                        | Donald Gagnon             | Leadership Québec     |      |   |
|                        | Marie-Jo Bégin-Létourneau | Respect Citoyens      |      |   |
|                        |                           |                       |      |   |
| Suffrages exprimés     |                           |                       |      |   |
| Votes blancs et nuls   |                           |                       |      |   |
| Total                  |                           |                       |      |   |
| Abstentions            |                           |                       |      |   |
| Inscrits/Participation |                           |                       |      |   |

| Candidat               | Candidat           | Parti                 | Voix | % |
| ---------------------- | ------------------ | --------------------- | ---- | - |
|                        | Raphaël Lebailly   | Québec forte et fière |      |   |
|                        |                    | Québec d'abord        |      |   |
|                        | Samuel Moisan-Domm | Transition Québec     |      |   |
|                        | Valérie Savard     | Leadership Québec     |      |   |
|                        | Éric Ralph Mercier | Respect Citoyens      |      |   |
|                        |                    |                       |      |   |
| Suffrages exprimés     |                    |                       |      |   |
| Votes blancs et nuls   |                    |                       |      |   |
| Total                  |                    |                       |      |   |
| Abstentions            |                    |                       |      |   |
| Inscrits/Participation |                    |                       |      |   |

#### Beauport
| Candidat               | Candidat           | Parti                 | Voix | % |
| ---------------------- | ------------------ | --------------------- | ---- | - |
|                        | Manouchka Blanchet | Québec forte et fière |      |   |
|                        |                    | Québec d'abord        |      |   |
|                        |                    | Transition Québec     |      |   |
|                        | Justine Savard     | Leadership Québec     |      |   |
|                        | Melanie Sauvé      | Respect Citoyens      |      |   |
|                        |                    |                       |      |   |
| Suffrages exprimés     |                    |                       |      |   |
| Votes blancs et nuls   |                    |                       |      |   |
| Total                  |                    |                       |      |   |
| Abstentions            |                    |                       |      |   |
| Inscrits/Participation |                    |                       |      |   |

| Candidat               | Candidat          | Parti                 | Voix | % |
| ---------------------- | ----------------- | --------------------- | ---- | - |
|                        | Élisa Verreault   | Québec forte et fière |      |   |
|                        | Marie-Ève Leblond | Québec d'abord        |      |   |
|                        |                   | Transition Québec     |      |   |
|                        | Stevens Melançon  | Leadership Québec     |      |   |
|                        |                   | Respect Citoyens      |      |   |
|                        |                   |                       |      |   |
| Suffrages exprimés     |                   |                       |      |   |
| Votes blancs et nuls   |                   |                       |      |   |
| Total                  |                   |                       |      |   |
| Abstentions            |                   |                       |      |   |
| Inscrits/Participation |                   |                       |      |   |

| Candidat               | Candidat                    | Parti                 | Voix | % |
| ---------------------- | --------------------------- | --------------------- | ---- | - |
|                        | Éric Courtemanche Baril     | Québec forte et fière |      |   |
|                        |                             | Québec d'abord        |      |   |
|                        | Camille Lambert-Deubelbeiss | Transition Québec     |      |   |
|                        | Isabelle Roy                | Leadership Québec     |      |   |
|                        | Benoît Bourdeau             | Respect Citoyens      |      |   |
|                        |                             |                       |      |   |
| Suffrages exprimés     |                             |                       |      |   |
| Votes blancs et nuls   |                             |                       |      |   |
| Total                  |                             |                       |      |   |
| Abstentions            |                             |                       |      |   |
| Inscrits/Participation |                             |                       |      |   |

#### La Haute-Saint-Charles
| Candidat               | Candidat        | Parti                 | Voix | % |
| ---------------------- | --------------- | --------------------- | ---- | - |
|                        | Emma Amehoum    | Québec forte et fière |      |   |
|                        | Sophie Gosselin | Québec d'abord        |      |   |
|                        | Carl Gignac     | Transition Québec     |      |   |
|                        |                 | Leadership Québec     |      |   |
|                        | Marc Roussin    | Respect Citoyens      |      |   |
|                        |                 |                       |      |   |
| Suffrages exprimés     |                 |                       |      |   |
| Votes blancs et nuls   |                 |                       |      |   |
| Total                  |                 |                       |      |   |
| Abstentions            |                 |                       |      |   |
| Inscrits/Participation |                 |                       |      |   |

| Candidat               | Candidat            | Parti                 | Voix | % |
| ---------------------- | ------------------- | --------------------- | ---- | - |
|                        | Marie-Josée Asselin | Québec forte et fière |      |   |
|                        |                     | Québec d'abord        |      |   |
|                        |                     | Transition Québec     |      |   |
|                        |                     | Leadership Québec     |      |   |
|                        |                     | Respect Citoyens      |      |   |
|                        |                     |                       |      |   |
| Suffrages exprimés     |                     |                       |      |   |
| Votes blancs et nuls   |                     |                       |      |   |
| Total                  |                     |                       |      |   |
| Abstentions            |                     |                       |      |   |
| Inscrits/Participation |                     |                       |      |   |

| Candidat               | Candidat        | Parti                 | Voix | % |
| ---------------------- | --------------- | --------------------- | ---- | - |
|                        | Bianca Dussault | Québec forte et fière |      |   |
|                        |                 | Québec d'abord        |      |   |
|                        |                 | Transition Québec     |      |   |
|                        | Mégy Gagné      | Leadership Québec     |      |   |
|                        | Pascal Morneau  | Respect Citoyens      |      |   |
|                        |                 |                       |      |   |
| Suffrages exprimés     |                 |                       |      |   |
| Votes blancs et nuls   |                 |                       |      |   |
| Total                  |                 |                       |      |   |
| Abstentions            |                 |                       |      |   |
| Inscrits/Participation |                 |                       |      |   |